# Gornje Sele
Gornje Sele (nemško Obersielach) je naselje v Občini Velikovec v Okraju Velikovec na Koroškem v Avstriji.